# 正天竺鲷
正天竺鲷（学名：Apogon apogonides）为天竺鲷科天竺鲷属的鱼类，俗名短齿天竺鲷。分布于日本、琉球群岛、菲律宾、印度洋东岸、台湾岛等。该物种的模式产地在Manado、苏拉威西岛。